# Trans-Gambia Highway

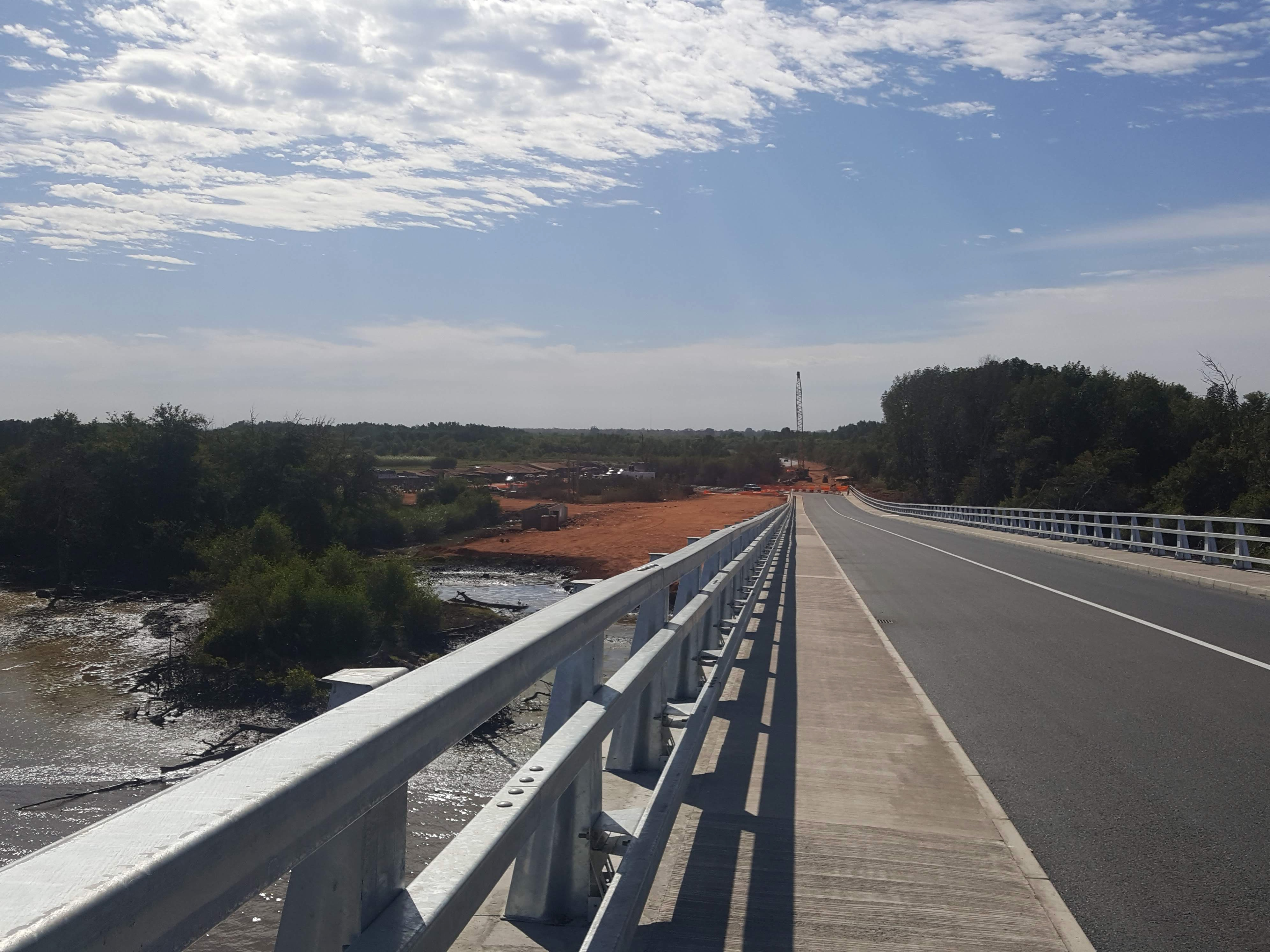
Seit 2019 quert die Senegambia Bridge den Gambia-Fluss

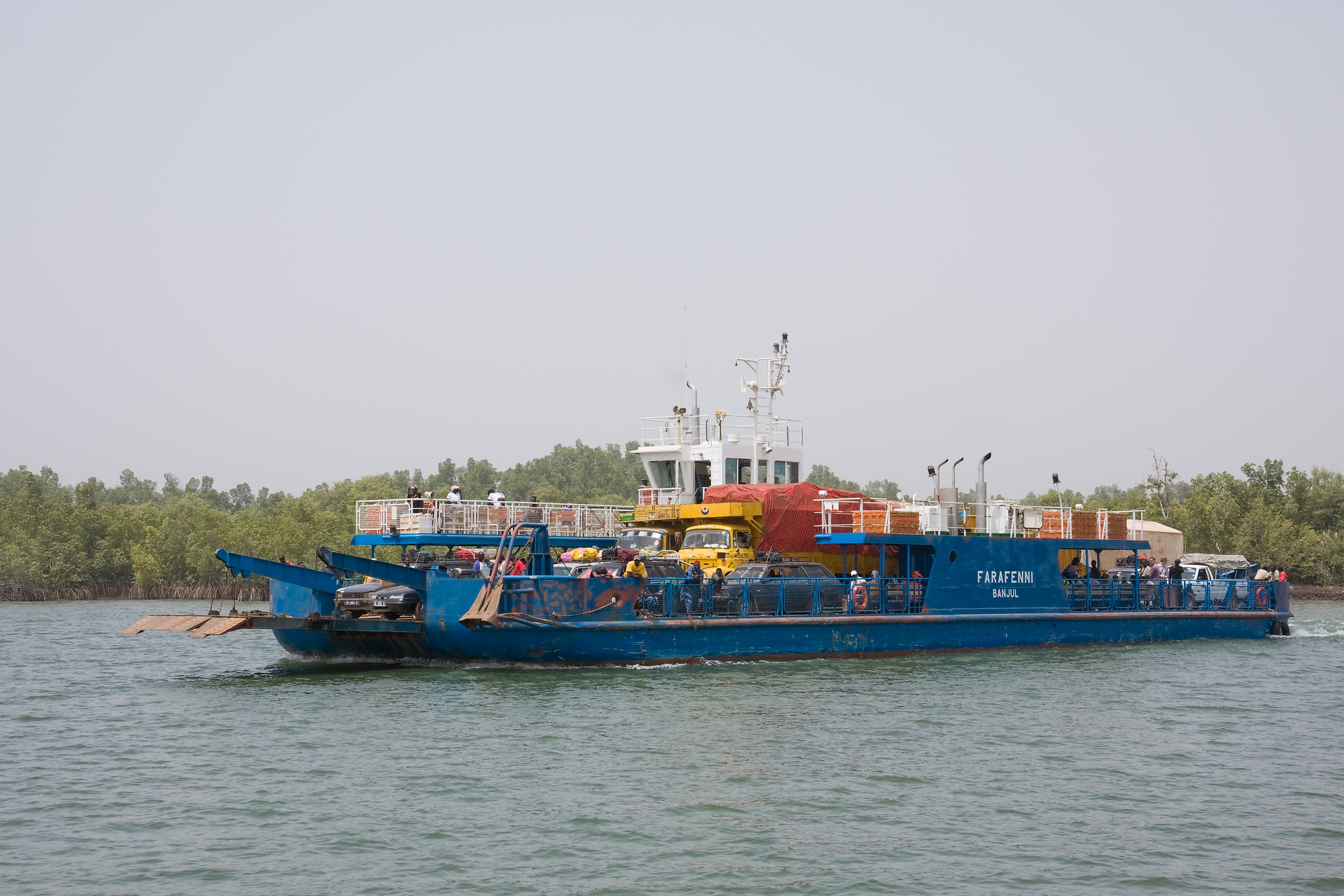
Vor Fertigstellung der Brücke musste der Fluss mit einer Fähre überquert werden

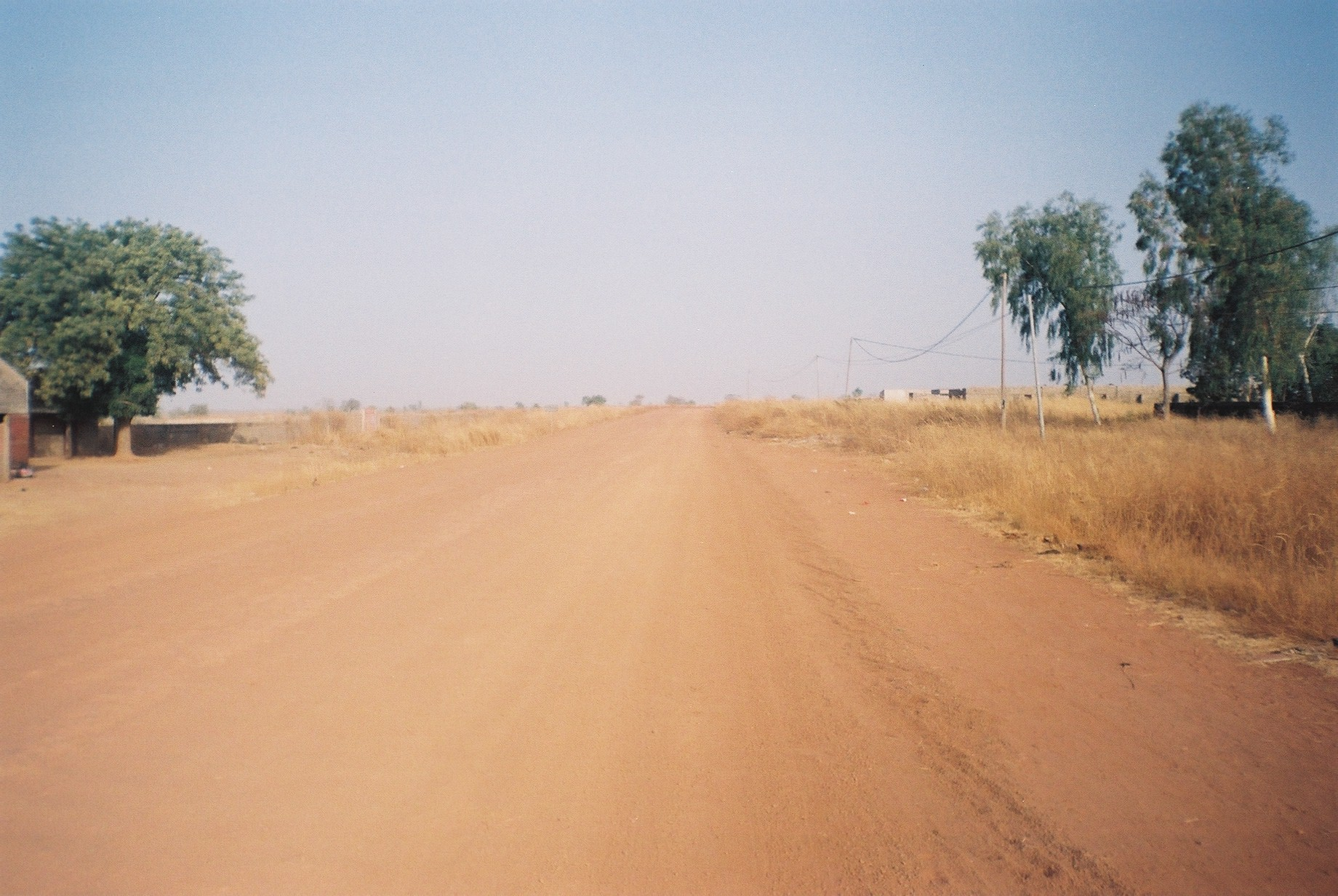
Der Trans-Gambia Highway bei Farafenni, Gambia

Der Trans-Gambia Highway ist eine wichtige Fernstraße im westafrikanischen Staat Gambia. Er verläuft in Nord-Süd-Richtung und ist für das Nachbarland Senegal im Zuge der Nationalstraße N 4 als Transitstrecke ein wirtschaftlich sehr bedeutender Lückenschluss, denn so verbindet sie als Transgambienne die südseneglesische Casamance mit dem Rest des Landes.

## Transgambienne
Das Staatsgebiet von Gambia, oft als Enklave in Senegal bezeichnet, ist schmal und langgestreckt. Gambia trennt die tropische Region Casamance vom übrigen Senegal ab. Der Trans-Gambia Highway (13° 30′ 59″ N, 15° 34′ 15″ W) bietet als Transgambienne die kürzeste Straßenverbindung von den Städten Ziguinchor und Bignona in der Casamance Richtung Norden über Nioro du Rip nach Kaolack. In Senegal wird die Straße mit „N 4“ bezeichnet. Auf einer Länge von ungefähr 25 km durchquert die Fernstraße den Staat Gambia und den an dieser Stelle ungefähr 700 Meter breiten Gambia-Fluss.

## Transitverlauf
Der Trans-Gambia Highway beginnt ungefähr zwei Kilometer nördlich von Farafenni, der größten Stadt in der North Bank Region am nördlichen Grenzübergang zu Senegal. In Farafenni kreuzt er die North Bank Road, die wichtigste Fernstraße in West-Ost-Richtung auf dem nördlichen Ufer des Gambia-Flusses. Vier Kilometer hinter Farafenni beginnt eine ungefähr fünf Kilometer breite Zone mit Mangroven, die hier beidseitig den Fluss säumen. Die Verbindung zum anderen Flussufer stellte die Fährverbindung Bamba Tenda–Yeli Tenda her, bis 2019 die Senegambia Bridge dem Verkehr übergeben werden konnte. Seitdem ist die zweitwichtigste Fährverbindung Gambias nach der Fährverbindung Banjul–Barra Geschichte.
Am südlichen Ufer des Flusses liegt die Stadt Soma, die größte Stadt der Lower River Region. Noch vor Soma liegt Mansa Konko, die Provinzhauptstadt der Lower River Region. In Soma kreuzt der Trans-Gambia Highway die South Bank Road, Gambias wichtigste Fernstraße in West-Ost-Richtung auf dem südlichen Ufer des Gambia-Flusses. Ungefähr sieben Kilometer südlich von Soma liegt der südliche Grenzübergang zu Senegal.

## Geschichte
Der Bau der Senegambia Bridge hat eine lange Vorgeschichte. Mit Gründung der Gambia River Development Organization im Jahr 1978 wurden Pläne eines Brücken-Dammbaus an dieser Stelle entwickelt. Im August 2005 hatte die Gambia Ports Authority die Preise für die Fährverbindung verdoppelt; dies führte zu einem zwischenstaatlichen Konflikt. Senegalesische Fernfahrer blockierten die Grenzübergänge und waren eher bereit, den langen Weg auf deutlich schlechteren Straßen ganz um Gambia herum in Kauf zu nehmen, als den Fährpreis zu zahlen. Selbst eine Reduzierung des Preises Anfang Oktober beendete den Konflikt nicht vollständig. Im Verlauf des Konflikts drohte Senegals Präsident Abdoulaye Wade, mit angeblicher Unterstützung von der Republik China (Taiwan), einen ungefähr 35 Kilometer langen Tunnel unter Gambia zu bauen.
Die Präsidenten von Gambia und Senegal, Yahya Jammeh und Abdoulaye Wade kamen am 21. Oktober 2005 erstmals nach dem Konflikt zusammen und konnten eine Übereinkunft über den Preis und das weitere Vorgehen erzielen. Dabei wurde das Brückenbau-Projekt erneut in den Vordergrund gestellt.
Am 1. Juni 2012 wurde in Arusha (Tansania) eine Vereinbarung über die Finanzierung des Brückenbauprojekts in der Höhe von 96,20 Millionen US-Dollar mit der Afrikanischen Entwicklungsbank (AfDB) unterzeichnet. Anfang August 2012 wurde ein Memorandum of Understanding zwischen Gambia und Senegal unterzeichnet, eine Grundsteinlegung sollte noch im selben Monat erfolgen. Im April 2018 war der Bau der Trans-Gambia Bridge weit fortgeschritten. Der im Juni 2018 angekündigte Termin für die Fertigstellung der Brücke im Januar 2019 konnte eingehalten werden. Sie wurde am 21. Januar 2019 durch die Präsidenten von Gambia und Senegal dem Verkehr übergeben.